# 亲核酰基取代反应
亲核酰基取代反应（Nucleophilic acyl substitution），即发生在羧酸衍生物酰基碳上的亲核取代反应。反应的表达式如下：

## 反应机理
亲核酰基取代反应可在酸性或碱性的条件下进行。

### 碱性条件下的反应
反应进程如下：首先亲核试剂进攻羰基碳发生亲核加成，形成四面体型中间体。然后消除一个负离子，取代反应结束。
因为第一步反应是亲核加成，所以反应物中羰基碳的电正性越大，周围的空间位阻越小，反应越易进行。第二步反应是消除反应，取决于离去基团的性质，越易离去的基团越易发生反应。在羧酸衍生物中，基团离去能力的顺序为：
{\displaystyle {\rm {I^{-}>Br^{-}>Cl^{-}>^{-}OCOOR>^{-}OR>OH^{-}>NH_{2}^{-}\,}}}

### 酸性条件下的反应
反应进程如下：在酸作催化剂下，羰基氧首先质子化。质子化增加了羰基碳的电正性，第二步发生亲核加成，形成四面体型中间体。最后离去基团离去，反应结束。

## 应用
羧酸衍生物的酰基碳上的一个基团被亲核试剂所取代。如果亲核试剂是水，则产物是羧酸；如果亲核试剂是醇，则反应产物是酯；如果亲核试剂是氨／胺，则反应产物是酰胺。各种羧酸衍生物的反应性顺序如下：
如果亲核试剂是有机金属试剂（如格氏试剂、有机锂试剂），则反应先生成酮，而生成的酮往往活性更强，继续与有机金属试剂发生亲核加成反应，生成醇。如果所用的羧酸衍生物是酰胺，则氮上如有活泼氢，便会与有机金属试剂反应，使有机金属试剂的消耗量增加，因此一般不用酰胺作原料进行合成。为了使反应停留在生成酮的第一步，可以用以下方法：
1. 用更活泼的酰氯作原料，低温下，将1mol的有机金属试剂分批加到酰氯中；
2. 使用有位阻的反应物或有机金属试剂；
3. 用活性较低的吉尔曼试剂或有机镉试剂；
4. 用腈作原料，由于中间体亚胺负离子是亲核性的，无法反应，因此反应停留在这一步，直至最后加酸将其水解为酮；
5. 用二甲基甲酰胺与有机金属试剂反应，反应停留在四面体型中间体一步；
6. 用Weinreb酰胺（N-甲氧基-N-甲基酰胺）。该反应的四面体型中间体中，甲氧基的氧原子与烷氧基的氧负可以对Mg进行配位，从而阻止了进一步的反应。Weinreb酰胺可以由酰氯和甲基甲氧基胺反应制备；
7. 用羧酸锂盐作原料，使反应停留在四面体型的 R(R')C(OLi)2。